# Чирагский язык
Чира́гский язык — один из даргинских языков. Традиционно рассматривается как диалект даргинского языка. Распространен в селе Чираг Агульского района республики Дагестан. Носители языка также проживают в Каспийске и Махачкале. Скорее всего, чирагский отделился от прадаргинского языка раньше, чем другие идиомы; взаимопонимание с литературной формой даргинского языка отсутствует.

## Лингвистическая характеристика
В языке представлено 6 гласных звуков: [i], [e], [u], [a], а также эпиглоттализованные гласные звуки [iˁ] и [aˁ].
Ударение подвижное, однако в глаголах оно всегда падает на первый слог.
В чирагском языке развита система пространственных падежей, обладает сложной глагольной морфологией.
Представлено три согласовательных класса: мужской, женский и средний. Однако поскольку в формах множественного числа класс женщин и класс мужчин морфологически не имеют отличий, это позволяет говорить о двух классах: классе людей и классе не-людей.

## Письменность
Официальной письменности у чирагского языка нет.

## Лексика
Село Чираг находится на стыке распространения трёх языков (агульского, лакского и лезгинского), на дороге, связывающей лакские и агульские сёла, из-за этого в чирагском языке есть заимствования из этих языков, например: «снег» — чираг. марххале, лакск. марххале; «праздник весны» — чираг. хъурдукки, лакс. хъурдукки; «кушанье» — чираг. батIарзе, агул. бяртищан.

### Отличия от литературного даргинского языка
| Русский         | Чирагский | Даргинский |
| --------------- | --------- | ---------- |
| «корова»        | кьёл      | кьял       |
| «дом»           | хъале     | хъали      |
| «есть (кушать)» | учи       | укес       |
| «ветер»         | букІме    | дягІ       |
| «паук»          | хъисхъане | хъисхъя    |
| «рожь»          | суссул    | сусул      |
| «дерево»        | тталтте   | галга      |
| «крыло»         | кусала    | дукала     |

## Число носителей
Общую численность оценивают в 2,1—2,4 тысяч человек, из них около 150 человек в горах, остальные на равнине.